# Gir Nemzeti Park
A Gir Nemzeti Park egy nemzeti park az indiai Gudzsarát államban, körülbelül 1,412 km²-es területen.

## Élővilága

### Állatvilága
A park legnevezetesebb állata az ázsiai oroszlán, melyből 2015-ben 523 egyed volt, de 2017-ben már 650-re emelkedett egyedszáma. Valaha India sok területén, a Közel-Keleten, Törökországban, Iránban, Pakisztánban és Görögországban is megtalálható volt, de napjainkban összes vadon élő egyede a Gir Nemzeti Parkban él.
Emellett találkozni lehet még a parkban az emlősök közül az indiai leopárddal, a mocsári hiúzzal, az aranysakállal, az ajakos medvével, az indiai antiloppal, a pettyes szarvassal, a nilgauval, a szürke mongúzzal, a fehérfarkú süllel és a vaddisznóval.
A madárvilága terén 300 faj otthona, többek között a kék pávának, a barnasapkás pittának, a barna halászbagolynak és a kontyos kígyászsasnak.

## Galéria

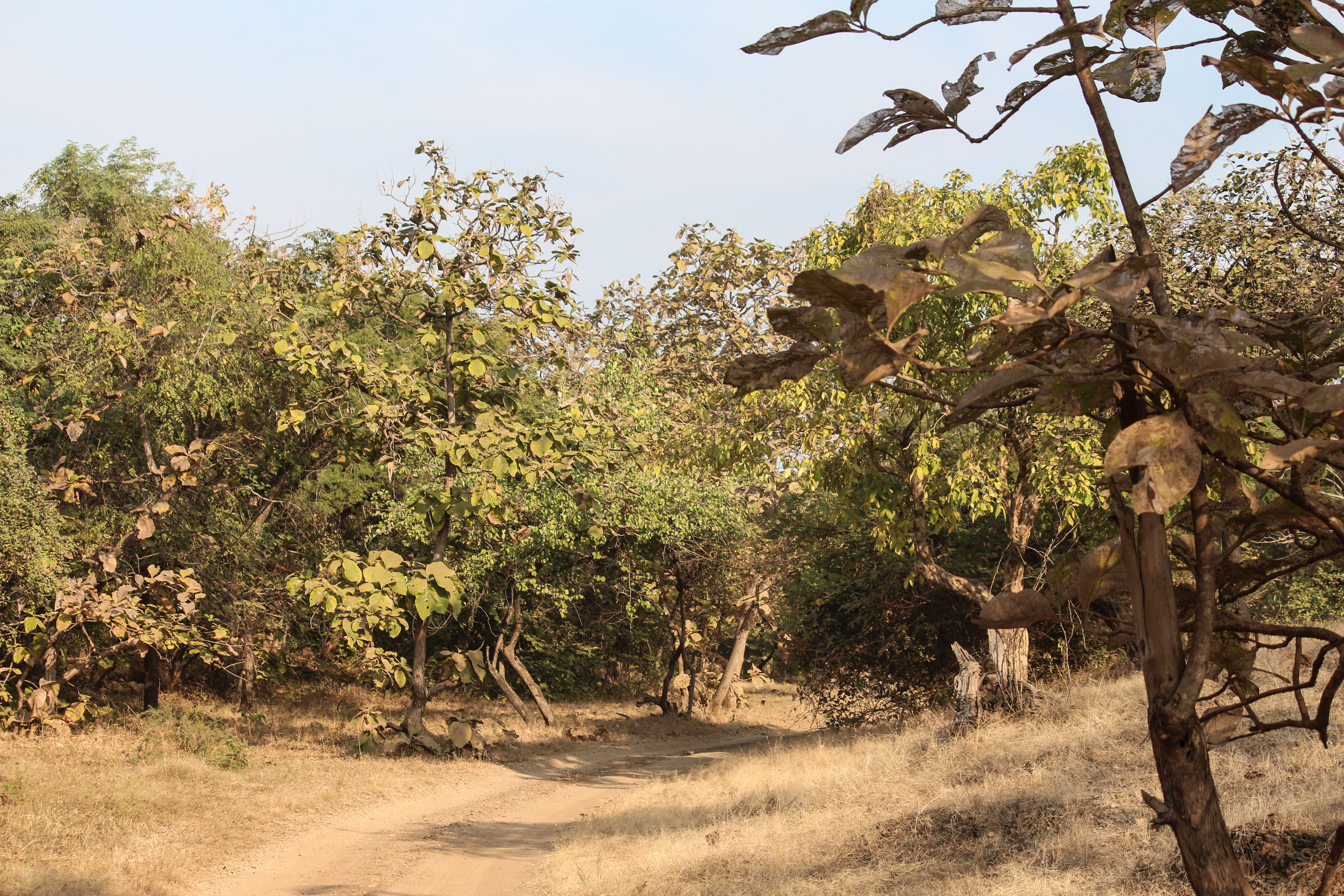
Táj
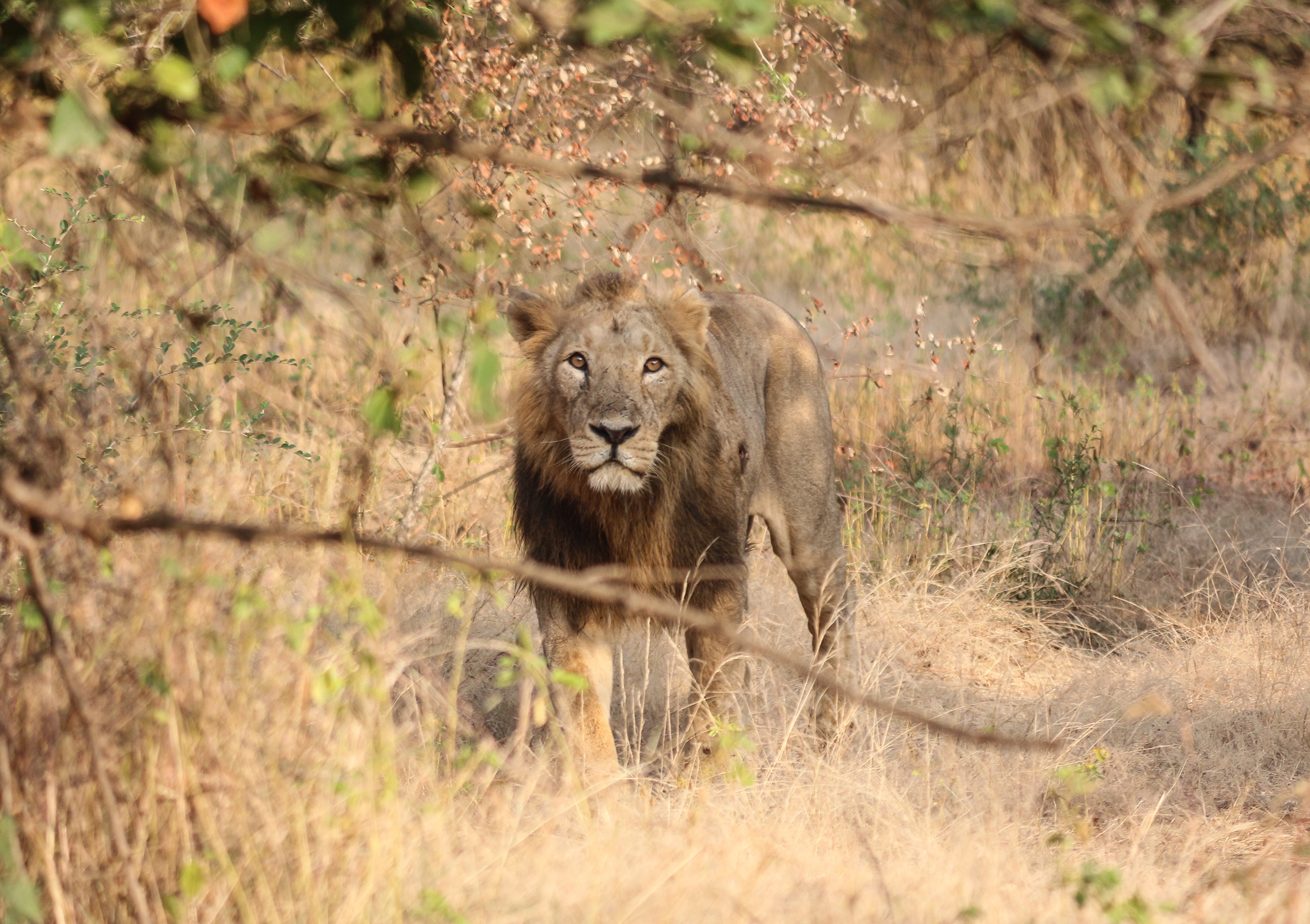
Ázsiai oroszlán
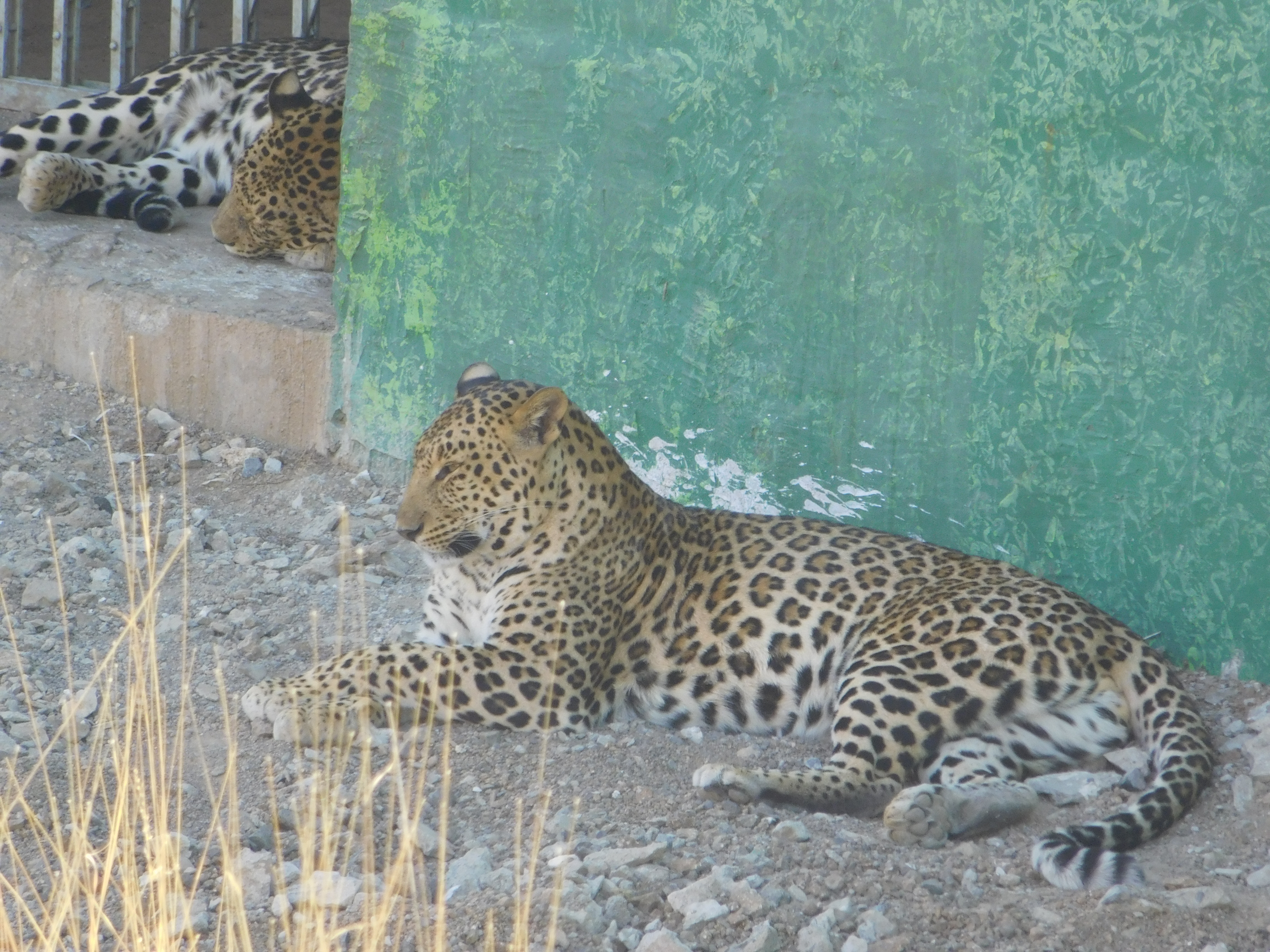
Indiai leopárd
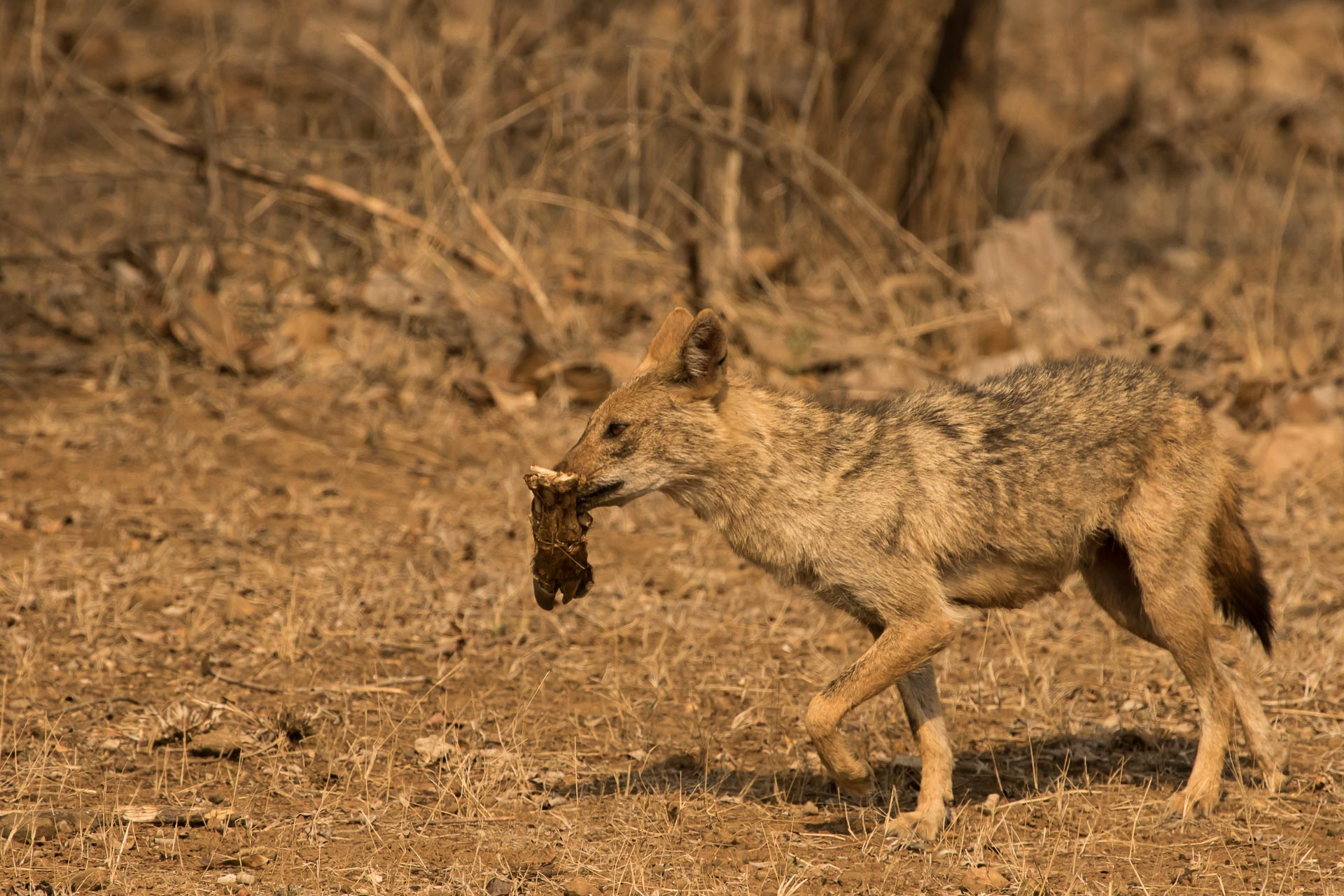
Aranysakál
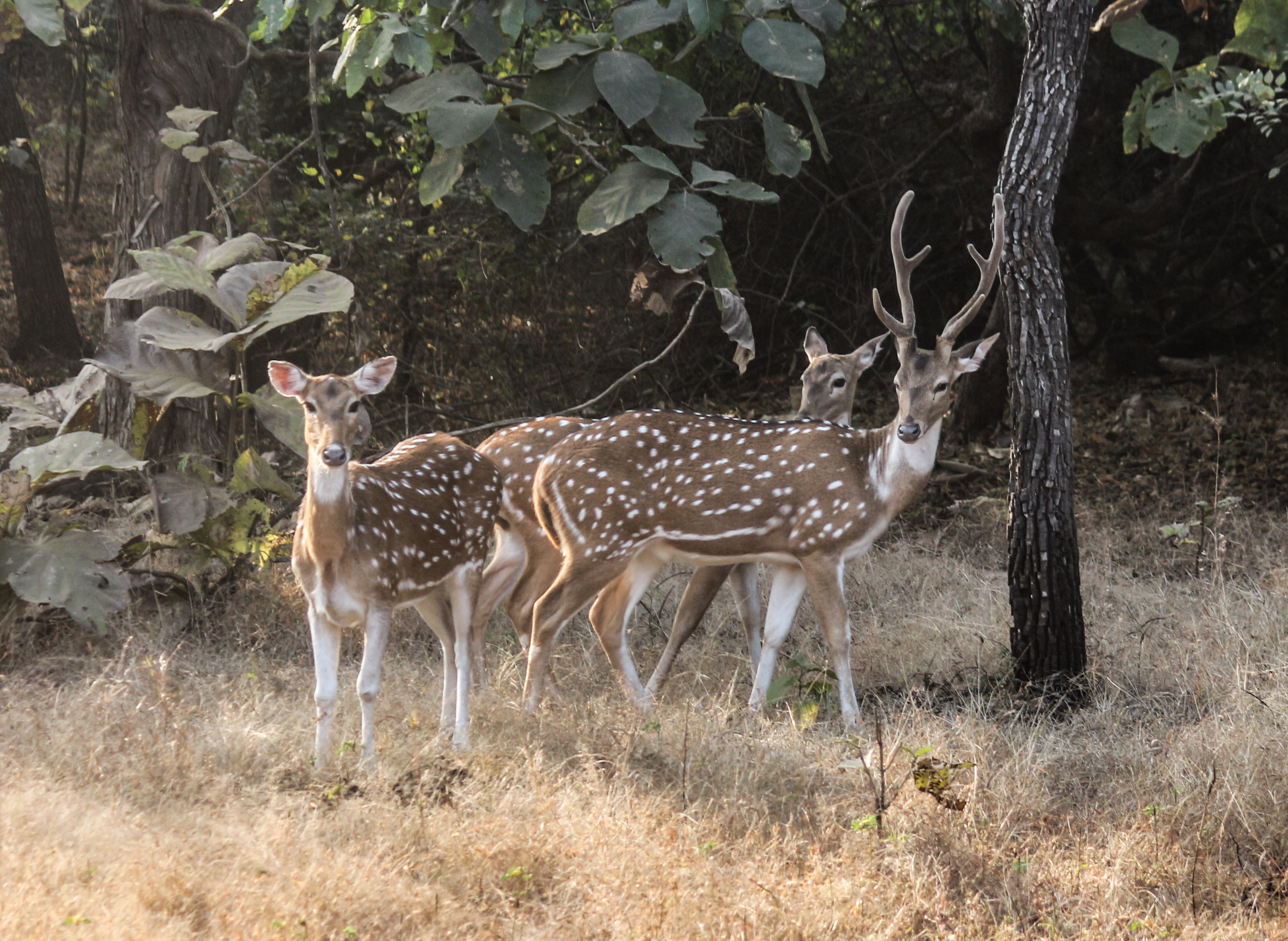
Pettyes szarvasok
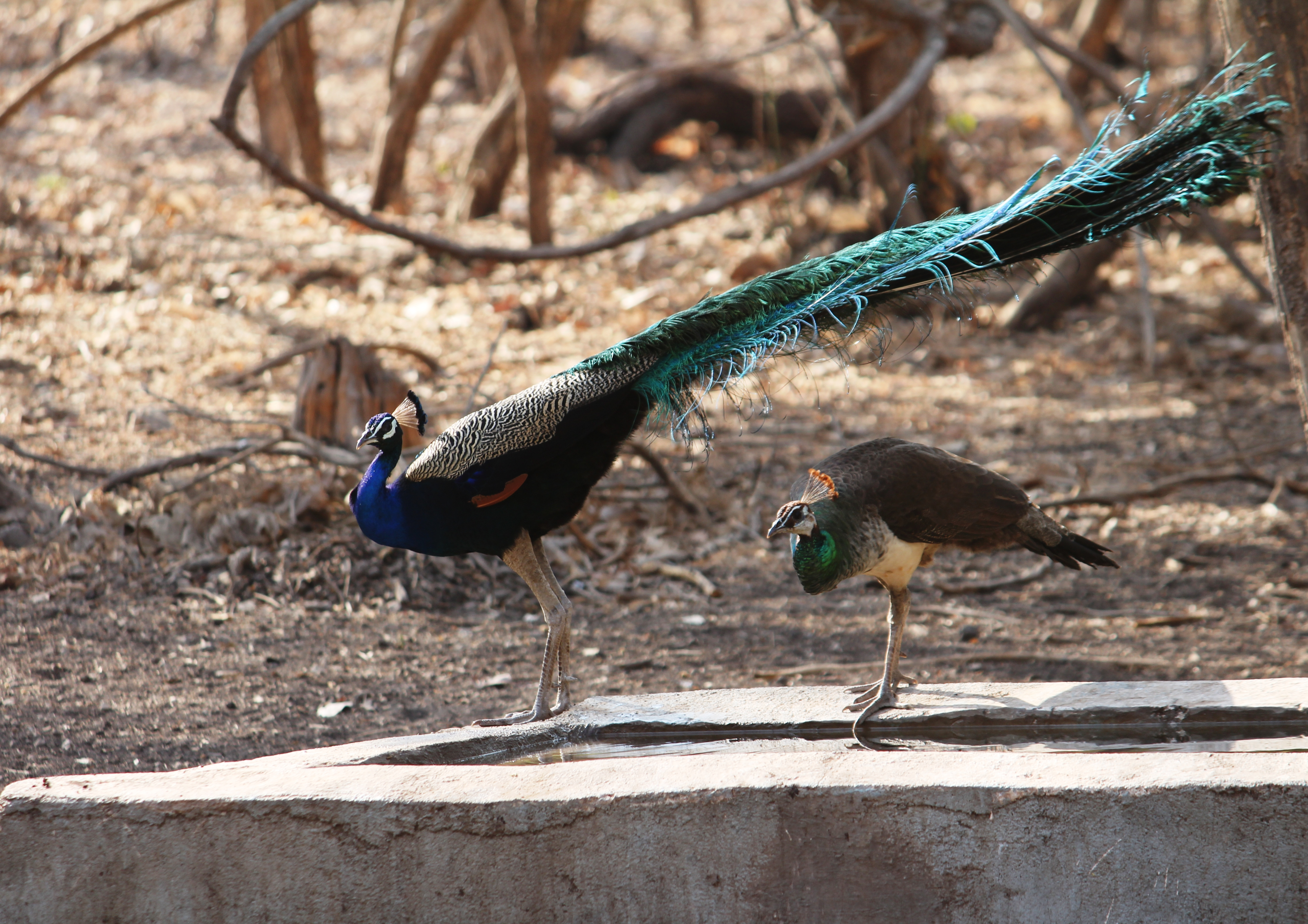
Pávák

## Fordítás
- Ez a szócikk részben vagy egészben  a   Gir National Park című angol Wikipédia-szócikk fordításán alapul.  Az eredeti cikk szerkesztőit annak laptörténete sorolja fel. Ez a jelzés csupán a megfogalmazás eredetét és a szerzői jogokat jelzi, nem szolgál a cikkben szereplő információk forrásmegjelöléseként.